# Accra Hearts of Oak SC
L'Accra Hearts of Oak Sporting Club, sovint anomenat Hearts of Oak o simplement Hearts, és un club de futbol de la ciutat d'Accra, Ghana.

## Història
El club es fundà el 12 de novembre de 1911, essent el segon club fundat a Accra després dels Invincibles. És el club en actiu més antic de Ghana. El club patí una gran tragèdia el 9 de maig de 2001 quan 126 persones van morir al seu estadi en un partit que enfrontava el club amb l'Asante Kotoko. És la pitjor tragèdia futbolística mai succeïda a l'Àfrica.

## Palmarès

### Nacional
- Lliga ghanesa de futbol: [5]
  - 1956, 1958, 1961–62, 1971, 1973, 1976, 1978, 1979, 1984, 1985, 1989–90, 1996–97, 1997–98, 1999, 2000, 2001, 2002, 2004–05, 2006–07, 2009
- Copa ghanesa de futbol: [6]
  - 1973, 1974, 1979, 1981, 1989, 1990 (després de guanyar una protesta), 1993–94, 1995–96, 1999, 2000
- Supercopa ghanesa de futbol: 
  - 1997, 1998

### Internacional
- Lliga de Campions de la CAF: 
  - 2000
- Copa Confederació africana de futbol: 
  - 2004
- Supercopa africana de futbol: 
  - 2001